# System pisma

Współczesne piktogramy

Chiński ideogram wu o znaczeniu „nie”

System pisma – sposób zapisu języka przy pomocy znaków graficznych. 

## Podstawowe systemy pisma
- piktograficzne (obrazkowe) – przedmioty i czynności zapisywane są za pomocą piktogramów (obrazków) np. chińskie znaki 魚 „ryba”, 女 „kobieta”,　木 „drzewo”
- ideograficzne – idee i pojęcia zapisywane są za pomocą ideogramów, przedstawiających abstrakcyjne pojęcia; to kolejny etap ewolucji pisma w stosunku do piktogramów. Ideogramy to obecnie m.in. duża część chińskich znaków. Niektóre z ideogramów są kombinacją piktogramów, np. 休 „człowiek + drzewo = odpoczywać” ; 急　„serce pod ciśnieniem = śpieszyć się”
- fonetyczne – symbole przedstawiają poszczególne dźwięki ludzkiej mowy:
  - sylabariusz – w którym pojedynczy grafem zawsze oznacza konkretną sylabę, np. japońska katakana i hiragana: カ ka, き ki, く ku, け ke, こ ko ;
  - pismo spółgłoskowe (abdżad) – symbole oznaczają w zasadzie tylko spółgłoski, natomiast wartość samogłosek wynika z kontekstu np. alfabet arabski,
  - pismo alfabetyczno-sylabiczne (abugida) – symbole oznaczają spółgłoski, a wartość samogłosek zmieniają znaki diakrytyczne np. indyjskie pismo dewanagari i pokrewne (tybetańskie, tajskie itd.)
  - pismo głoskowe (alfabet) – symbole oznaczają zarówno spółgłoski i samogłoski, np. alfabet łaciński, alfabet grecki, cyrylica, głagolica, hangul,
- pismo złożone lub pismo mieszane – w jednym systemie pisma występuje kilka podsystemów, np. pismo Majów lub pismo japońskie, na które składają się zarówno ideogramy, jak i elementy fonetyczne, oraz 
  - pismo ideograficzno-fonetyczne (piktofonetyczne) – w jednym znaku pisma występują elementy fonetyczne i semantyczne (taką strukturę ma ok. 80 proc. znaków chińskich).

## Systemy pisma

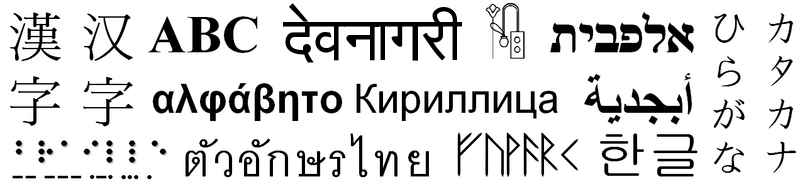
Różne typy pisma

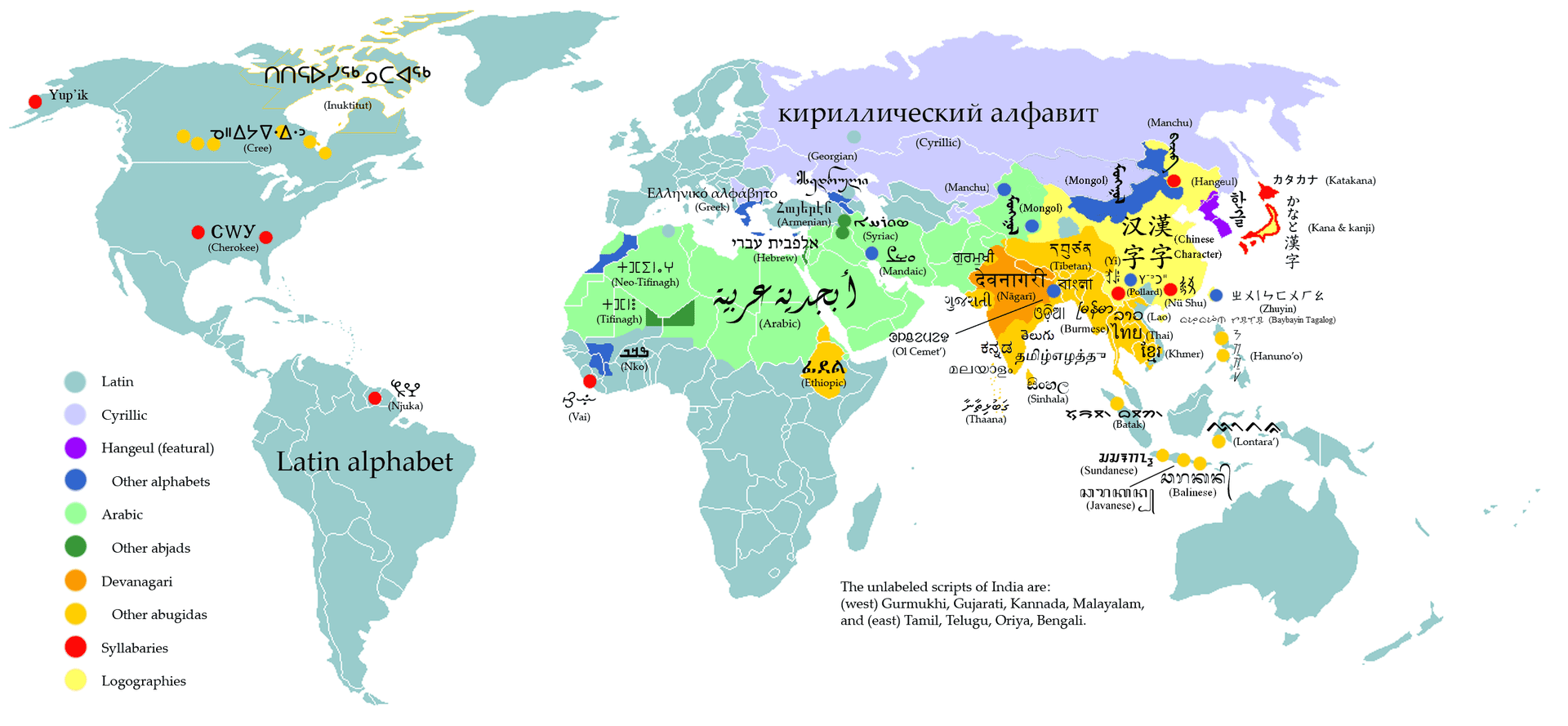
Rozmieszczenie różnych typów pisma na świecie

Większość współczesnych języków europejskich używa systemu mieszanego, w którym:
- słowa są zapisywane fonetycznym systemem alfabetycznym
- nazwy własne są zapisywane fonetycznym systemem alfabetycznym
- systemem znaczeniowym zapisuje się m.in.:
  - liczby są zapisywane systemem znaczeniowym, bardzo rzadko zapisuje się je fonetycznie. Tak więc zwykle 120 a nie 'sto dwadzieścia'
  - nazwy substancji chemicznych, np. zapis HCl występuje znacznie częściej niż zapis chlorowodór

W większości z tych języków jednak w zapisie „normalnych” słów istnieją obok elementów fonetycznych również elementy znaczeniowe – wiele allomorfów zapisuje się w ten sam sposób pomimo odmiennego ich brzmienia.
W języku polskim dotyczy to głównie dźwięczności spółgłoski końcowej (np. chleb i chleba choć b w chleb wymawiane jest zwykle p). W języku angielskim zjawisko to ma znacznie większy zasięg. Np.:
- do /du/
- does /dʌz/
- don't /dəʊnt/
- doesn't /dʌzənt/

Trzy fonetycznie różne allomorfy (/du/, /dʌ/, /dəʊ/) są tu zapisywanie w ten sam sposób ze względu na wspólne znaczenie. W piśmie angielskim to zjawisko występuje tak często, że można mieć wątpliwości, czy zasadne jest określanie go pismem fonetycznym.
Dla porównania w piśmie japońskim używa się:
- Dla większości „normalnych” słów systemu znaczeniowego kanji
- Dla końcówek gramatycznych oraz rzadszych „normalnych” słów fonetycznego systemu sylabicznego hiragana.
- Dla japońskich nazw własnych używa się systemu sylabicznego hiragana. Wiele nazw własnych zapisuje się systemem znaczeniowym kanji.
- Dla zapożyczeń z języków zachodnich oraz dla zachodnich nazw własnych używa się fonetycznego systemu sylabicznego katakana.
- Do niektórych nazw obcych (np. skróty nazw organizacji) używa się rōmaji, czyli alfabetu łacińskiego.
- Czasem używa się rōmaji lub hiragana do wszystkiego w sytuacjach, w których trudno byłoby używać innych systemów.